# 齋藤達也 (メディアアーティスト)
齋藤 達也（さいとう たつや、1979年 - ）は、日本のメディア・アーティスト、アートディレクター、テクニカルディレクター。

## 経歴・人物
埼玉県生まれ。慶應義塾大学環境情報学部卒業、南カリフォルニア大学(USC)大学院映画・テレビ学科インタラクティブメディア専攻(2007年よりSchool of CInematic Artsと改名)、カリフォルニア大学ロサンゼルス校(UCLA)大学院修士課程修了。2007年から日本学術振興会特別研究員(DC2・受け入れ大学は東京芸術大学)。2011年東京芸術大学大学院映像研究科博士後期課程修了(映像メディア学)。MITメディアラボの前身となるアーキテクチャマシングループのメンバーでありVR研究の第一人者でもあるスコット=フィッシャーに師事、UCLA留学時代には、Processingの生みの親であるケイシー=リースに師事。東京藝術大学では、クリエイティブディレクター、表現研究者の佐藤雅彦、メディアアーティストの藤幡正樹に師事した。慶應義塾大学大学院メディアデザイン研究科特任准教授(2021年〜2023年)。メディア技術を活用したアート表現や体験設計を軸として、コマーシャル、映像、テレビ、書籍、展示等多岐にわたる領域で表現活動を行なっている。
母方の先祖に関孝和流の和算家であり「数理神篇」を著した安原千方がいる。

## 主な作品

### CM
- スクウェア・エニックス「Final Fantasy 14 Eorzea Symphony」(美術/技術/インスタレーション制作・齋藤達也, 映像監督・関和亮)
- サントリー「HIBIKI Glass」(美術/技術/インスタレーション制作・齋藤達也, 映像監督・関根光才)
- au 「みんながみんな英雄」(鶴の恩返し・映像演出)
- SONY ActionCam 「4K Color Adventure」(美術/技術/インスタレーション制作・齋藤達也, 映像監督・須藤カンジ)
- 文部科学省 地震調査研究推進本部 「The Singing Earth」(技術実装/インスタレーション制作・齋藤達也, 映像監督・柿本ケンサク)

### 歌
- 株式会社ライオン「きみがてをあらったら」(作詞・齋藤達也, 作曲・菊地晴夏, 歌・入江陽)

### ミュージックビデオ
- Amazarashi 「スピードと摩擦」
- Amazarashi 「穴を掘っている」

### テレビ
- Eテレ0655&2355（NHK Eテレ）「よふかしワークショップ」企画参加
- 第70回NHK紅白歌合戦 竹内まりや「いのちの歌」映像監督
- NHK Eテレ「#8月31日の夜に」大森靖子「オリオン座」ARライブ/映像監督 2017年
- NHK Eテレ「#8月31日の夜に」Amazarashi 「僕が死のうと思ったのは」ARライブ/映像監督 2019年
- NHK Eテレ「#8月31日の夜に」阿部芙蓉美「希望のうた」VRライブ/ディレクション 2020年
- NHK Eテレ「ETV特集 Reborn〜再生を描く〜」GOMA ARライブ/映像監督 2018年
- NHK総合 ドラマ「17才の帝国」未来都市考証・監修 2022年

### ライブ
- ギア-GEAR- 衣装LED演出/制作 京都・アートコンプレックス1928 (ロングラン公演)
- EXILE LIVE TOUR 2013 "EXILE PRIDE" オープニング演出・技術制作 東京ドーム・名古屋ドーム・札幌ドーム・福岡ドーム・大阪ドーム 26公演
- 東京ミステリーサーカス（Tokyo Mystery Circus）リアル脱出ゲーム 「魔法料理アカデミー卒業試験からの脱出」 制作・インタラクション企画演出
- Slush Tokyo 2016 オープニング演出 (プロデューサー/監督: 齋藤達也, 映像制作: ALLd, 楽曲: AKIKO KIYAMA) 幕張メッセ
- Slush Tokyo 2017 オープニング演出 (プロデューサー/企画: 齋藤達也, 望月重太郎, 映像制作: FUUPOLY.Inc, 楽曲: XLII) 幕張メッセ

### 展示
- NHK戦争を伝えるミュージアム展(NHKアーカイブス（埼玉・川口）VRインスタレーション展示監修 2025年5月
- 2025年日本国際博覧会 (関西・大阪万博) Panasonic館 「ノモの国」インスタレーション展示ディレクション 2025年4月
- Design Festa Gallery 慶應義塾大学大学院メディアデザイン研究科 Embodied Media Project 「Encounters」2024年5月 (ディレクター: 吉田貴寿, 脇坂崇平, 齋藤達也)
- キリンビバレッジ湘南工場 「バーチャルファクトリー」/ インタラクティブ演出・制作 (監督 齋藤達也 / 制作 齋藤達也, 曽根光輝)[1] 2024年
- ANB Gallery 慶應義塾大学大学院メディアデザイン研究科 Embodied Media Project 「齋藤達也ディレクション Recombinant」2022年6月
- 文化庁協賛 いの町紙の博物館 「Kouzo/Mitsumata/Gampi」インスタレーション展示 2021年10月
- 水戸芸術館「森英恵 世界に羽ばたく蝶」インスタレーション展示[2] 2020年2月
- 文化庁日本博 ALTERNATIVE KYOTO 「Double Horizon」[3]インスタレーション展示 天橋立元伊勢籠神社 2020年10月 (サウンドデザイン Twoth)
- パナソニックセンター東京「SPORTS×MANGA」(東京2020オリンピック・パラリンピック競技大会関連イベント)[4] インスタレーション展示ディレクション・制作 2019年7月
- 横浜赤レンガ倉庫 KIRIN 「カンパイ展」/ インタラクティブ演出・制作[5]
- ミラノサローネ ISSEY MIYAKE 佐藤雅彦ディレクション「My first me」展 / 「ブランコに指を置く」体験型展示 2018年4月[6]
- 新宿 LUMINE 「Reborn」インスタレーション / 制作 2016年3月
- アクアシティお台場 メディアージュ SQUARE ENIX「EORZEA SYMPHONY -FINAL FANTASY XIV」/ インスタレーション制作: 齋藤達也, 小楠竜也
- 早稲田大学坪内博士記念演劇博物館 「齋藤達也ディレクション プロジェクションメディアの考古学」[7]2015年4月
- CES Sony 体型型展示・企画制作 (ラスベガス) 2015年
- CES Sony 体型型展示・企画制作 (ラスベガス) 2014年
- IFA Sony Mobile Communications 体型型展示・企画制作 (ベルリン) 2014年
- MWC Sony Mobile Communications 体型型展示・企画制作 (バルセロナ) 2014年
- IFA Sony Mobile Communications 体型型展示・企画制作 (ベルリン) 2013年
- サントリー HIBIKI Harmony Bar 店舗体験設計・デザイン 2015年 (ロンドン、シアトル、サンフランシスコ、ニューヨーク)
- ギンザ・グラフィック・ギャラリー 第330回企画展「指を置く」[8] / 佐藤雅彦, 齋藤達也 2014年2月
- 台南科技大学 「Imaginary Bodies」インスタレーション展示 / 齋藤達也 2013年3月
- Pier-2 Art Center (台湾 駁二芸術特区) 「Free Radical」インスタレーション 2011年3月
- NTTインターコミュニケーション・センター アノニマス・ライフ 名を明かさない生命「模像と鏡像 - 美容師篇」[9] 2013年4月 パフォーマンス/作・演出 (大阪大学・アンドロイド研究者 石黒浩 技術提供)
- 21_21 DESIGN SIGHT 「1組2組3組4組」/ 佐藤雅彦,入來篤,齋藤達也 (佐藤雅彦ディレクション「これも自分と認めざるを得ない展」) 2010年7月[10]
- アルス・エレクトロニカ・センター 「Flesh for Fantasy」[11]常設展示 2010年-2012年 (石黒浩キュレーション/自己帰属感を拡張する複数人参加型のデジタル遊具開発)
- スイス ジュネーブ現代イメージセンター 「Touching through your Eyes, seeing with your Skin」タッチディスプレイを利用した擬似触覚映像デモ展示 2008年[12] (2007年 IPA未踏ソフトウェア事業採択成果物 齋藤達也/石黒浩PM) 制作: 齋藤達也, 慶應義塾大学デザイン言語(映像制作) 履修学生4名, 他1名
- NTTインターコミュニケーション・センター 「指で見る目で触る」ワークショップ 2008年[13] (東京藝術大学大学院映像研究科佐藤雅彦研究室+桐山孝司研究室「君の身体を変換してみよ展」, 企画・技術実装: 齋藤達也、ファシリテーション: 慶應義塾大学SFC デザイン言語ワークショップ履修学生6名、他1名 機材提供: Apple Computer)
- NTTインターコミュニケーション・センター 「翔べ！ちいさな自分」インスタレーション展示 2008年[14] 東京藝術大学大学院映像研究科佐藤雅彦研究室+桐山孝司研究室「君の身体を変換してみよ展」ディレクション：佐藤雅彦＋桐山孝司、,企画・展示デザイン・技術実装: 齋藤達也 (2005年 Los Angeles EDA Gallery での修論発表個展作品アップデート展示[15])
- NTTインターコミュニケーション・センター 「マイクロプレゼンス」インスタレーション 2007年[13] (小檜山賢二＋森田正彦＋齋藤達也＋上村周平)
- ロサンゼルス EDA Gallery 「Prepared Radio」2006年 インスタレーション展示 作家・齋藤達也 (キュレーション: Rebeca Méndez)
- ロサンゼルス EDA Gallery 「Fish」2006年 インスタレーション展示 作家・齋藤達也 (キュレーション: Christian Moeller)
- ミシガン大学芸術・デザイン学部 slusser gallery 「Endless forms」2006年 インスターレーション展示 作家・齋藤達也 (キュレーション: Chris Landau)
- 南カリフォルニア大学ロバート・ゼメキスセンター「Micro Archiving」2004年 インスターレーション展示
- SIGGRAPH Emerging Technologies (Los Angeles, Staples Center)「Micro Archiving」インスタレーション展示 2002年

### その他
- IPA未踏ソフトウェア 未踏ＩＴ人材発掘・育成事業 採択  「写真メールに匹敵する遍在的な携帯コミュニケーション基盤の創造」(齋藤達也 1名/プロジェクトマネージャー 石黒浩) [16]

## 著書
- 指を置く / 佐藤雅彦, 齋藤達也 (美術出版社) 2014年10月[17]
- うごく！カードアニメーション / 齋藤達也 (コクヨ) 2015年4月

## 受賞歴
- 文化庁メディア芸術祭優秀賞[18]
- 文化庁メディア芸術祭 第22回 エンターテインメント部門 審査委員会推薦作品[19]
- グッドデザイン賞
- ニューヨークADC賞 金賞/The Tomorrow Award 同時受賞
- Ad Fest 金賞
- New York Festivals Advertising Awards
- 釜山国際広告祭 金賞
- アジア太平洋広告祭 金賞
- カンヌライオンズ 国際クリエイティビティ・フェスティバル ShortList
- one show 金賞
- D&AD Wood Pencil
- Laval Virtual Grand Prix
- Laval Virtual 科学技術賞
- L'Oreal Art and Science of Color Prize, Bronze Prize

- https://www.k-ris.keio.ac.jp/html/100015782_ja.html
- 慶應義塾大学塾長奨励賞 (2001年)